# نشستن (فیلم ۱۹۸۱)
نشستن (به هندی: Baseraa) فیلمی هندی محصول سال ۱۹۸۱ و به کارگردانی گلزار است. در این فیلم بازیگرانی همچون شاشی کاپور، راکهی گلزار، ریکا، راج کیران، پونام دیلون، ای. کی. هانگال و افتخار ایفای نقش کرده‌اند.